# Thelypteris regnelliana
Thelypteris regnelliana là một loài thực vật có mạch trong họ Thelypteridaceae. Loài này được (C. Chr.) Ponce miêu tả khoa học đầu tiên năm 1995.